# 郷司浩平
郷司 浩平（ごうし こうへい、男性、1900年10月16日 - 1989年10月11日）は、第3代日本生産性本部会長。経済同友会設立の中心的な人物。

## 来歴
大分県出身。青年時代はキリスト教伝道師を志望していた。1927年青山学院神学部を卒業後、米国ニューヨークのユニオン神学校（Union Theological Seminary）に進むも、1929年ウォール街の株価大暴落を目撃し、現実の生活と密接に関連する経済の分野に転進する決意を固め、1930年に同校を卒業後帰国。翌1931年経済評論家の高橋亀吉が主宰する『経済情報』編集長、1936年中外商業新報社（現・日本経済新聞社）発行の『中外財界』主筆を務める。戦争が始まると、1941年重要物資の統制を担当していた「重要産業協議会」の調査部長となり、1944年には事務局長に就任、終戦を迎える。
戦後の1946年、諸井貫一（秩父セメント常務）とともに、若手財界人に呼びかけて経済同友会を設立、事務局長となる。1951年ヨーロッパ視察に赴いた郷司は、第二次大戦で疲弊した西欧諸国が、労使の協調により経済復興を進めている現状を目にし、その頃米国の支援で欧州で活発に行われていた生産性運動の導入の必要性を痛感、帰国後直ちに各方面に働き掛けを行った。
1955年、日本生産性本部を設立、石坂泰三を会長に据え、自らは専務理事として、 (1)雇用の維持拡大、(2)労使の協力と協議、(3)成果の公平な分配の「生産性運動3原則」に基づいて運動を展開した。
1972年、日本生産性本部の第3代会長に就任した。
1979年2月24日、国際勝共連合と自民党の国防関係国会議員が中心となり、「スパイ防止法制定促進国民会議」が設立された。呼びかけ人は郷司、木内信胤、朝比奈宗源、宇野精一、宝井馬琴、三輪知雄の6人。
1986年、日本生産性本部名誉会長となる。
1989年10月11日、死去。